# Souvigny-de-Touraine
Souvigny-de-Touraine is een gemeente in het Franse departement Indre-et-Loire (regio Centre-Val de Loire) en telt 374 inwoners (2005). De plaats maakt deel uit van het arrondissement Tours.

## Geografie
De oppervlakte van Souvigny-de-Touraine bedraagt 25,8 km², de bevolkingsdichtheid is 14,5 inwoners per km².
De onderstaande kaart toont de ligging van Souvigny-de-Touraine met de belangrijkste infrastructuur en aangrenzende gemeenten.

## Demografie
Onderstaande figuur toont het verloop van het inwonertal (bron: INSEE-tellingen).